# Дубровне (Кизилжарський район)
Дубро́вне (каз. Дубровное) — село у складі Кизилжарського району Північноказахстанської області Казахстану. Входить до складу Налобинського сільського округу.
Населення — 160 осіб (2021; 247 у 2009, 376 у 1999, 387 у 1989).
Національний склад станом на 1989 рік:
- росіяни — 53 %.